# خلاد بن سويد
خلاد بن سويد (المتوفي سنة 5 هـ) صحابي من بني كعب بن الخزرج بن الحارث بن الخزرج، شهد بيعة العقبة الثانية، كما شهد غزوات بدر وأحد والخندق، وقُتل في غزوة بني قريظة رمته امرأة من بني قريظة بحجر من فوق الحصن، فقتلته. كان له من الولد السائب والحكم أمهما ليلى بنت عبادة أخت سعد بن عبادة.